# Franz Xaver Wimmer
Franz Xaver Wimmer (* 30. Mai 1881 in Krefeld, Rheinprovinz; † 17. März 1937 in Königsberg, Ostpreußen) war ein deutscher Radierer und Lithograf sowie Landschafts- und Porträtmaler der Düsseldorfer Schule. Von 1905 bis 1922 unterrichtete er am staatlichen Zeichenlehrerseminar der Kunstgewerbeschule Düsseldorf. Von 1922 bis 1932 war er Professor an der Kunstakademie Königsberg.

## Leben
Wimmer begann seine künstlerische Ausbildung in den Jahren 1895 bis 1900 als Lehrling in lithografischen Ateliers seiner Vaterstadt Krefeld. Von 1900 bis 1902 arbeitete er als Lithograf in der Krefelder Kunstdruckerei Wilhelm Wefers. Von 1902 bis 1908 war er Schüler der Kunstgewerbeschule Düsseldorf. Dort zählte Heinrich Reifferscheid zu seinen Lehrern. Nachdem er 1905 die „Zeichenlehrerprüfung für höhere Schulen“ bestanden hatte, wurde er Lehrer am staatlichen Zeichenlehrerseminar der Kunstgewerbeschule Düsseldorf, das 1919 in die Kunstakademie Düsseldorf integriert wurde. Einer seiner Schüler war Fritz Wingen. Nebenher gab er Zeichenunterricht am Kunsthistorischen Institut der Rheinischen Friedrich-Wilhelms-Universität Bonn. 1922 erhielt er den Ruf der Kunstakademie Königsberg, wo er bis 1932 unterrichtete. Als Notverordnungen im Jahr 1932 den Lehrbetrieb der Königsberger Akademie einschränkten, war er fortan gezwungen, als Studienrat und Zeichenlehrer an der Burgschule Königsberg zu arbeiten.
Wimmers Œuvre beherrschen anfangs grafisch anspruchsvolle Radierungen und Lithografien, später dominiert die Malerei. Zur Darstellung seiner Landschaften bevorzugte er das Aquarell, bei Bildnissen die Ölmalerei. Wimmer war Mitglied im Deutschen Künstlerbund, im Reichsverband bildender Künstler Deutschlands und im Deutschen Werkbund, auf dessen Ausstellungen er vertreten war. 1937 wurde er in Königsberg durch eine Gedächtnisausstellung geehrt. Zu Wimmers Königsberger Schülern zählten Ruth Faltin und Günther Voellner.